# Боштань
Боштань (словен. Boštanj) — поселення в общині Севниця, Споднєпосавський регіон, Словенія. Висота над рівнем моря: 210 м.